# Nati nel 1923/Ottobre
| Questa pagina contiene informazioni ricavate automaticamente dalle voci biografiche con l'ausilio del template Bio e di un bot. L'aggiornamento è periodico e automatico e ricostruisce completamente la pagina. Se manca una persona in questa lista, sei pregato di non aggiungerla, ma accertati piuttosto che la sua voce biografica contenga il template Bio e che i dati anagrafici siano correttamente compilati. Se il template Bio manca, inseriscilo tu stesso o, in alternativa, metti l'avviso {{tmp\|Bio}} che ne segnala la mancanza. Se i dati riportati sono sbagliati, correggi direttamente la voce biografica; le modifiche saranno visibili in questa lista entro pochi giorni. Per chiarimenti vedi il progetto biografie. La lista contiene solo le 147 persone che sono citate nell'enciclopedia e per le quali è stato implementato correttamente il template Bio. Pagina aggiornata al 26 lug 2025. |

- 1º ottobre - Walter Alini, politico e sindacalista italiano († 1996)
- 1º ottobre - Trevor Ford, calciatore gallese († 2003)
- 1º ottobre - Arialdo Giobbi, cestista svizzero († 2018)
- 1º ottobre - Václav Ježek, calciatore e allenatore di calcio cecoslovacco († 1995)
- 1º ottobre - Babe McCarthy, allenatore di pallacanestro statunitense († 1975)
- 1º ottobre - Mario Sassano, politico italiano († 1984)
- 2 ottobre - Harold Brown, cestista e allenatore di pallacanestro statunitense († 1980)
- 2 ottobre - Vince Dillon, calciatore e allenatore di calcio inglese († 2005)
- 2 ottobre - Paolo Mantegazza, farmacologo e partigiano italiano († 2015)
- 3 ottobre - Josef Ezr, cestista e allenatore di pallacanestro cecoslovacco († 2013)
- 3 ottobre - Robert Fitzgerald, pattinatore di velocità su ghiaccio statunitense († 2005)
- 3 ottobre - Marie Toomey, tennista australiana († 2014)
- 4 ottobre - Charlton Heston, attore, regista e attivista statunitense († 2008)
- 4 ottobre - Mafalda Molinari, imprenditrice e politica italiana († 2015)
- 4 ottobre - Renzo Sclavi, politico italiano († 2018)
- 5 ottobre - Yves Cros, ostacolista francese († 1995)
- 5 ottobre - Stig Dagerman, giornalista, scrittore e anarchico svedese († 1954)
- 5 ottobre - Albert Guðmundsson, calciatore e politico islandese († 1994)
- 5 ottobre - Glynis Johns, attrice britannica († 2024)
- 5 ottobre - Vera Molnar, attrice tedesca († 1986)
- 6 ottobre - Genrich Saulovič Gabaj, regista sovietico († 2003)
- 6 ottobre - Yaşar Kemal, scrittore e giornalista turco († 2015)
- 6 ottobre - Angelo Ricapito, militare, aviatore e partigiano italiano († 1944)
- 6 ottobre - Hannah Washington, attrice statunitense († 1990)
- 6 ottobre - Tsutomu Watanabe, medico e microbiologo giapponese († 1972)
- 7 ottobre - Irma Grese, militare e criminale di guerra tedesca († 1945)
- 8 ottobre - Michele Cataudella, filologo e critico letterario italiano († 2013)
- 8 ottobre - Rune Emanuelsson, allenatore di calcio e calciatore svedese († 1993)
- 8 ottobre - Francesco Loperfido, politico italiano († 2014)
- 9 ottobre - Francesco Colucci, economista italiano († 2009)
- 9 ottobre - Haim Gouri, poeta, scrittore e regista israeliano († 2018)
- 9 ottobre - Erich Habitzl, calciatore austriaco († 2007)
- 9 ottobre - Giorgio Moser, regista e sceneggiatore italiano († 2004)
- 9 ottobre - Osvaldo Baliza, calciatore brasiliano († 1999)
- 9 ottobre - Pier Luigi Pagani, medico italiano († 2012)
- 9 ottobre - Donald Sinden, attore britannico († 2014)
- 10 ottobre - Giacinto Auriti, giurista e saggista italiano († 2006)
- 10 ottobre - Jean Dumont, storico francese († 2001)
- 10 ottobre - James Jabara, militare e aviatore statunitense († 1966)
- 10 ottobre - Nicholas Parsons, attore, conduttore televisivo e conduttore radiofonico britannico († 2020)
- 10 ottobre - Murray Walker, giornalista e telecronista sportivo britannico († 2021)
- 10 ottobre - Carmen Zanti, politica e partigiana italiana († 1979)
- 11 ottobre - Antonio Bisson, calciatore italiano
- 11 ottobre - Elizabeth Eisenstein, storica statunitense († 2016)
- 11 ottobre - Harish-Chandra, matematico indiano († 1983)
- 11 ottobre - Rosemary LaPlanche, modella statunitense († 1979)
- 12 ottobre - Nino Ferraù, poeta italiano († 1984)
- 12 ottobre - Mario Guidotti, giornalista e saggista italiano († 2011)
- 12 ottobre - Armanda Guiducci, scrittrice, filosofa e critica letteraria italiana († 1992)
- 12 ottobre - Hellmuth Hecker, giurista e traduttore tedesco († 2017)
- 12 ottobre - Fernando Sabino, scrittore e giornalista brasiliano († 2004)
- 12 ottobre - Romano Scalfi, presbitero e teologo italiano († 2016)
- 12 ottobre - Jean Wallace, attrice statunitense († 1990)
- 13 ottobre - Meyer Dolinsky, sceneggiatore statunitense († 1984)
- 13 ottobre - Inger Jacobsen, cantante norvegese († 1996)
- 13 ottobre - Henry Orenstein, giocatore di poker, imprenditore e inventore polacco († 2021)
- 13 ottobre - Viking Palm, lottatore svedese († 2009)
- 13 ottobre - Faas Wilkes, calciatore olandese († 2006)
- 14 ottobre - Mariano Faraone, calciatore italiano († 2002)
- 14 ottobre - Moses Mabhida, politico sudafricano († 1986)
- 14 ottobre - Alicia Pietri, politica venezuelana († 2011)
- 14 ottobre - Guido Quadri, calciatore e allenatore di calcio italiano
- 15 ottobre - Fernando Barbiero, politico e medico italiano († 2006)
- 15 ottobre - Italo Calvino, scrittore e paroliere italiano († 1985)
- 15 ottobre - Fernando Campos, calciatore cileno († 2004)
- 15 ottobre - Vince Colletta, fumettista statunitense († 1991)
- 15 ottobre - Vittorio De Seta, regista e sceneggiatore italiano († 2011)
- 15 ottobre - Anita Klinz, direttrice artistica e grafica italiana († 2013)
- 15 ottobre - Bettina Moissi, attrice tedesca († 2023)
- 15 ottobre - Pierre Pellerin, medico francese († 2013)
- 15 ottobre - Luigi Visintainer, calciatore italiano
- 16 ottobre - Linda Darnell, attrice statunitense († 1965)
- 16 ottobre - Bert Kaempfert, direttore d'orchestra, compositore e polistrumentista tedesco († 1980)
- 16 ottobre - Makonnen Hailé Selassié, principe etiope († 1957)
- 16 ottobre - Bill McLaren, conduttore radiofonico e conduttore televisivo britannico († 2010)
- 16 ottobre - Cyril Ponnamperuma, chimico singalese († 1994)
- 16 ottobre - Roger Prahin, cestista svizzero († 2010)
- 17 ottobre - Giulio Fioravanti, baritono italiano († 1999)
- 17 ottobre - Henryk Roman Gulbinowicz, cardinale e arcivescovo cattolico polacco († 2020)
- 17 ottobre - Apostol Karamitev, attore bulgaro († 1973)
- 17 ottobre - Barney Kessel, chitarrista e compositore statunitense († 2004)
- 17 ottobre - Giorgio Ravaz, partigiano italiano († 1944)
- 17 ottobre - Maurice Wiles, presbitero e teologo britannico († 2005)
- 18 ottobre - Paulo Amaral, allenatore di calcio e calciatore brasiliano († 2008)
- 18 ottobre - Pëtr Georgievič Lušev, generale sovietico († 1997)
- 18 ottobre - Paul Ngei, politico keniota († 2004)
- 18 ottobre - Boris Sagal, regista, produttore televisivo e sceneggiatore statunitense († 1981)
- 19 ottobre - Guido Bernardi, politico italiano († 1995)
- 19 ottobre - Virgilio Dalupan, allenatore di pallacanestro filippino († 2016)
- 19 ottobre - Giosuè Salomone, politico italiano († 2004)
- 19 ottobre - Salvinu Schembri, calciatore maltese († 2008)
- 20 ottobre - Velikkakathu Sankaran Achuthanandan, politico indiano († 2025)
- 20 ottobre - Enric Bernat, imprenditore spagnolo († 2003)
- 20 ottobre - Gianni Bosio, storico, editore e curatore editoriale italiano († 1971)
- 20 ottobre - Robert Craft, direttore d'orchestra e scrittore statunitense († 2015)
- 20 ottobre - Otfried Preussler, scrittore tedesco († 2013)
- 20 ottobre - Philip Whalen, poeta statunitense († 2002)
- 21 ottobre - Eva Maria Bauer, attrice e doppiatrice tedesca († 2006)
- 22 ottobre - Chris Alcaide, attore statunitense († 2004)
- 22 ottobre - Mario Caciagli, calciatore e allenatore di calcio italiano († 1993)
- 22 ottobre - Mario Gritti, calciatore italiano († 2013)
- 22 ottobre - Samuel Khachikian, regista, produttore cinematografico e compositore iraniano († 2001)
- 22 ottobre - Maud Mannoni, psicoanalista francese († 1998)
- 22 ottobre - Pete Pihos, giocatore di football americano statunitense († 2011)
- 22 ottobre - Bert Trautmann, allenatore di calcio e calciatore tedesco († 2013)
- 22 ottobre - Eberhard Trumler, zoologo e etologo austriaco († 1991)
- 23 ottobre - Raúl Ballefín, cestista e allenatore di pallacanestro uruguaiano († 2013)
- 23 ottobre - Giuseppe Bertani, biologo italiano († 2015)
- 23 ottobre - Đoàn Khuê, generale e politico vietnamita († 1999)
- 23 ottobre - Ned Rorem, compositore statunitense († 2022)
- 23 ottobre - Bhairon Singh Shekhawat, politico indiano († 2010)
- 23 ottobre - Julia Wipplinger, tennista sudafricana († 1989)
- 23 ottobre - Andrzej Łukoski, militare polacco († 1944)
- 24 ottobre - Denise Levertov, scrittrice e poetessa britannica († 1997)
- 24 ottobre - Giovanni Meo Zilio, ispanista, linguista e politico italiano († 2006)
- 24 ottobre - Piero Orlandini, archeologo italiano († 2010)
- 25 ottobre - Mario Lattes, pittore, scrittore e editore italiano († 2001)
- 25 ottobre - Cornelio Masciadri, politico italiano († 2008)
- 25 ottobre - Achille Silvestrini, cardinale e arcivescovo cattolico italiano († 2019)
- 26 ottobre - Jean Bartel, modella e conduttrice televisiva statunitense († 2011)
- 26 ottobre - Franco Concesi, calciatore italiano († 1970)
- 26 ottobre - Bülent Eken, allenatore di calcio e calciatore turco († 2016)
- 26 ottobre - Bernard Guillemain, storico francese († 2012)
- 26 ottobre - Ivar Oddone, medico e partigiano italiano († 2011)
- 26 ottobre - Joan Oró, biochimico spagnolo († 2004)
- 27 ottobre - Ambrogio Baira, calciatore italiano († 2004)
- 27 ottobre - Renata Carraretto, sciatrice alpina italiana († 2000)
- 27 ottobre - Francesco Di Nicola, politico italiano († 2015)
- 27 ottobre - Roy Lichtenstein, artista statunitense († 1997)
- 27 ottobre - Giulio Nascimbeni, giornalista e scrittore italiano († 2008)
- 27 ottobre - Giasone Piccioni, ammiraglio italiano († 2002)
- 27 ottobre - Ned Wertimer, attore statunitense († 2013)
- 28 ottobre - Carlo Codnig, calciatore italiano
- 28 ottobre - Tina De Mola, soubrette, attrice e cantante italiana († 2012)
- 28 ottobre - Roger Le Déaut, presbitero e religioso francese († 2000)
- 29 ottobre - Carl Djerassi, chimico e scrittore austriaco († 2015)
- 29 ottobre - Gerda van der Kade-Koudijs, lunghista, velocista e ostacolista olandese († 2015)
- 30 ottobre - Anne Beaumanoir, neurologa e neurofisiologa francese († 2022)
- 30 ottobre - Herschel Bernardi, attore statunitense († 1986)
- 30 ottobre - William Campbell, attore statunitense († 2011)
- 30 ottobre - Antonio Della Rosa, calciatore italiano
- 30 ottobre - György Marik, calciatore ungherese († 1988)
- 30 ottobre - Satprem, scrittore francese († 2007)
- 30 ottobre - Michela Schiff Giorgini, egittologa e attrice italiana († 1978)
- 31 ottobre - Wanda Benedetti, attrice italiana († 2017)
- 31 ottobre - Aldo Bressanutti, pittore italiano
- 31 ottobre - Muhamet Dibra, calciatore albanese († 1998)